# Monique Jansen
Monique Jansen (ur. 3 października 1978 w Harderwijk) – holenderska lekkoatletka, dyskobolka.

## Osiągnięcia
- 9. miejsce w mistrzostwach Europy (Barcelona 2010)
- wielokrotna mistrzyni Holandii
- reprezentantka kraju podczas zawodów pucharu Europy oraz w zimowym pucharze Europy w rzutach

## Rekordy życiowe
- rzut dyskiem – 62,22 (2011)[1]
- rzut dyskiem (hala) – 56,01 (2010) rekord Holandii